# Kasper Dolberg
Kasper Dolberg Rasmussen (* 6. Oktober 1997 in Silkeborg) ist ein dänischer Fußballspieler. Der Stürmer steht beim RSC Anderlecht unter Vertrag. Darüber hinaus ist er A-Nationalspieler.

## Karriere

### Vereine
Zu seinen ersten Einsätzen im Profifußball kam Dolberg an den letzten Spieltagen der Saison 2014/15, als er für seinen Verein Silkeborg IF in der ersten dänischen Liga dreimal eingewechselt wurde. Nach dieser Spielzeit wechselte er mit einem Dreijahresvertrag in die Jugendakademie des niederländischen Rekordmeisters Ajax Amsterdam und spielte für dessen U-19-Mannschaft.
In der Vorbereitung auf die Saison 2016/17 nahm Dolberg unter Trainer Peter Bosz am Trainingslager der Profimannschaft in Österreich teil und kam im Juli 2016 in der dritten Qualifikationsrunde zur Champions League erstmals zum Einsatz. Mit Ajax scheiterte er in den Play-offs zur Champions League und nahm an der Europa League teil. Dolberg erzielte sechs Treffer im Wettbewerb und erreichte mit der Mannschaft das Finale, das gegen Manchester United verloren wurde. In der Liga wurde er mit Ajax hinter Feyenoord Rotterdam Vizemeister; Dolberg erzielte 16 Tore im Punktspielbetrieb und wurde als Talent des Jahres in den Niederlanden ausgezeichnet. In der Folgesaison wurde ihm häufiger der zu Ajax Amsterdam zurückgekehrte Klaas-Jan Huntelaar vorgezogen, zudem zog sich Dolberg im Dezember 2017 eine Verletzung am Fuß zu. Am Ende der Saison 2017/18 wurde der Verein erneut Vizemeister. In der Spielzeit 2018/19 erhielt Dolberg wieder mehr Spielpraxis, wobei meist Huntelaar und Dušan Tadić in der Startformation standen. In dieser Saison erreichte er mit Ajax Amsterdam das Halbfinale der Champions League und schied dort gegen Tottenham Hotspur aus. National gewann Ajax das Double aus Meisterschaft und Pokalsieg.
Zur Spielzeit 2019/20 wechselte Dolberg zur OGC Nizza in die Ligue 1. Im September 2022 wurde der Däne für eine Spielzeit an den FC Sevilla ausgeliehen.
Im Januar 2023 wurde die Leihe mit dem FC Sevilla abgebrochen und Dolberg wechselte per Leihe mit Kaufoption für den Rest der Spielzeit in die Bundesliga zur TSG 1899 Hoffenheim. Dolberg bestritt für Hoffenheim 13 von 19 möglichen Ligaspielen, in denen er ein Tor schoss, sowie ein Pokalspiel mit ebenfalls einem Tor. Nach Saisonende wurde die Kaufoption nicht ausgeübt.
Mitte Juli 2023 wechselte er zum belgischen Erstdivisionär RSC Anderlecht, bei dem er einen Vertrag mit einer Laufzeit von vier Jahren unterschrieb. In seiner ersten Saison bestritt er 39 von 40 möglichen Ligaspielen, in denen er 15 Tore schoss. Lediglich bei einem Spiel fehlte er wegen einer Muskelverletzung. Dazu kamen drei Pokalspiele. In der nächsten Saison waren es 33 von 40 möglichen Ligaspielen, in denen er 18 Tore schoss. Damit kam er auf Platz 4 der Torschützenkönigs-Wertung. Dazu kamen fünf Pokalspiele mit fünf Toren und neun Spiele in der Europa League mit einem Tor.

### Nationalmannschaft
Dolberg lief siebenmal für die dänische U16-Nationalmannschaft und jeweils achtmal für die U17 sowie für die U18-Nationalmannschaft auf. Am 2. September 2016 spielte Dolberg beim 4:0-Sieg im EM-Qualifikationsspiel in Wrexham gegen Wales zum ersten Mal für die dänische U21-Nationalmannschaft.
Er debütierte in der ersten Nationalmannschaft am 11. November 2016 im WM-Qualifikationsspiel in Kopenhagen gegen Kasachstan. Mit der dänischen A-Nationalmannschaft qualifizierte sich Dolberg für die Weltmeisterschaft 2018 in Russland, bei der er jüngster Spieler im Kader war, einmal zum Einsatz kam und mit seinem Team das Achtelfinale erreichte. Zur Fußball-Europameisterschaft 2021 wurde er ebenfalls in den dänischen Kader berufen. Bei der EURO wurde er erstmals im dritten Gruppenspiel gegen Russland nach einer Stunde eingewechselt. Nach zwei Niederlagen konnten sich die Dänen durch einen 4:1-Sieg noch als Gruppenzweite für das Achtelfinale qualifizieren. Im Achtelfinale gegen Wales stand er dann in der Startelf und erzielte die ersten beiden Tore des Spiels, das die Dänen mit 4:0 gewannen. Im Viertelfinale gegen Tschechien, das mit 2:1 gewonnen wurde, erzielte er das zweite Tor für seine Mannschaft. Im Halbfinale gegen England blieb er ohne Torerfolg und verpasste mit der Mannschaft durch eine 1:2-Niederlage nach Verlängerung das Finale.
Er wurde auch für die WM 2022 in Katar nominiert und wurde in den drei Gruppenspielen gegen Tunesien, Titelverteidiger Frankreich sowie Australien eingesetzt, nach denen die Dänen ausschieden. In der Qualifikation für die EM 2024 wurde er in drei der zehn Spiele eingesetzt. Die Dänen qualifizierten sich als Gruppensieger für die Endrunde, für die er wieder nominiert wurde.

## Trivia
Im Sommer 2019 wurde ihm von Lamine Diaby-Fadiga, seinem damaligen Mannschaftskameraden beim OGC Nizza, eine etwa 70.000 Euro teure Luxusuhr gestohlen. Als Konsequenz daraus entließ der Verein den jungen Franzosen.

## Erfolge
Ajax Amsterdam
- Niederländischer Meister: 2019
- Niederländischer Pokalsieger: 2019
- Niederländischer Superpokalsieger: 2019